# Trichechus senegalensis
Il lamantino africano o manato africano (Trichechus senegalensis, Link 1795) è un mammifero della famiglia Trichechidae che vive nei fiumi tropicali dell'Africa occidentale.

## Descrizione
Gli adulti hanno una lunghezza compresa fra 3 e 4 m e un peso massimo di circa 500 kg. L'aspetto è molto simile a quello del lamantino dei Caraibi (Trichechus manatus). La testa è piccola, il labbro superiore è diviso in due parti mobili indipendentemente, gli occhi sono piccoli e le orecchie esterne mancano.

## Biologia
È un animale  completamente vegetariano, si nutre principalmente di piante acquatiche. Le abitudini sono poco note. Sembra che conduca vita solitaria o in piccoli gruppi di 4 - 6 individui. L'attività è ritenuta essere almeno parzialmente notturna.
Le femmine raggiungono la maturità sessuale a tre anni e partoriscono usualmente un solo piccolo. La longevità è intorno ai 30 anni.

## Distribuzione e habitat

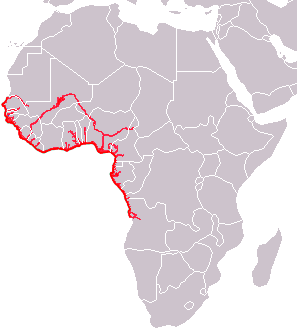
Areale del lamantino africano

Vive nell'Africa occidentale, nella zona compresa tra il fiume Senegal a nord e il fiume Cuanza (in Angola) a sud. Vive sia nelle acque dolci sufficientemente calde (almeno 18 °C) sia nelle acque marine costiere poco profonde.

## Conservazione
La IUCN considera questa specie «vulnerabile».